# Jan Lachauer
Jan Lachauer (Munique, 1983) é um cineasta e animador alemão. Foi indicado ao Oscar de melhor documentário na edição de 2018 por Revolting Rhymes e na edição de 2013 por Room on the Broom.